# Olivier Cachin
Pour les articles homonymes, voir Cachin.
 (août 2017).
Si vous disposez d'ouvrages ou d'articles de référence ou si vous connaissez des sites web de qualité traitant du thème abordé ici, merci de compléter l'article en donnant les références utiles à sa vérifiabilité et en les liant à la section « Notes et références ».
Olivier Cachin, né le 14 septembre 1962, est un journaliste, écrivain et animateur de télé français (RapLine sur M6 de 1990 à 1993, Fax'O de 1993 à 1995, Le Mag sur MCM de 1997 à 1998), spécialisé dans la musique afro-américaine et le hip-hop. Il est également présent à la radio, animateur à l'antenne de Mouv' depuis 2009.

## Famille
Olivier Cachin est l'arrière-petit-neveu du célèbre député communiste et directeur de L'Humanité Marcel Cachin (1869-1958).
Il compte également dans sa famille la députée communiste Marcelle Hertzog-Cachin (1911-1998), et l'historienne de l'art Françoise Cachin (1936-2011), qui fut notamment l'épouse de l'historien Pierre Nora.

## Carrière
Olivier Cachin commença sa carrière comme pigiste au desk de l'AFP et écrivit ses premiers articles dans le magazine spécialisé L'Équerre au milieu des années 1980. Il a par la suite intégré la rédaction du quotidien Le Matin de Paris, remplaçant François Gorin à la rubrique « musique ». Il y dirige les pages musique jusqu'à la fin du titre en 1988.
En tant que pigiste, il a collaboré à de multiples publications parmi lesquelles Rock & Folk, Picsou Magazine, Elle, Le Nouvel Observateur, Vogue, L'Optimum, Continental, DJ Magazine, Keyboard Recording et Paroles & Musique. Il a écrit une quinzaine d'ouvrages dont Soul For One, 100 Albums Essentiels Du Reggae (avec Bertrand Lavaine), L'Offensive Rap, Michael Jackson Pop Life, 100 B. O. Cultes (avec Christophe Geudin) ou encore 100 Albums Légendaires Du Rap. C'est le rappeur Joey Starr, membre du groupe Suprême NTM, qui signe la préface de ce dernier ouvrage qui retrace l'évolution chronologique du rap à travers 100 albums essentiels, allant des Last Poets à 1995.
En 1988, Olivier Cachin créé avec Franck Fatalot L'Affiche : Le Magazine des autres musiques. Il en devient le rédacteur en chef au septième numéro et le restera 12 ans, de 1988 à 2001. D’abord gratuit, L’Affiche devient payant en 1992 et s’impose comme le premier périodique français consacré au rap[réf. nécessaire] sous l’intitulé « le magazine des autres musiques ». Il crée l’émission de radio L’Affiche Radio Blaster, gravée sur CD pour les radios locales françaises (50 CD édités).
Fin 1989, il débute sur M6 dans l'émission « Avec Ou Sans Rock ».
En 1990, il conçoit et anime, toujours sur M6, RapLine, qui reste à ce jour, avec l'émission H.I.P. H.O.P. diffusée sur TF1 (conçue et animée par Sidney), l'une des seules émissions musicales consacrées à la culture hip-hop sur les chaînes hertziennes. Avec son équipe, il rencontre tous les acteurs de ce mouvement, tourne une cinquantaine de « mini clips » de la jeune scène française (MC Solaar, NTM, IAM, Assassin, Ministère A.M.E.R., Idéal J, etc.) et sous-titre les vidéos de Public Enemy, Ice-T, Ice Cube, MC Hammer et des dizaines d’autres. L'émission permet à de nombreux groupes de réaliser leur premier clip vidéo grâce à l'équipe technique de tournage. 
En 1993, Olivier Cachin se voit confier une émission hebdomadaire généraliste le mercredi après-midi, toujours sur M6 : il s'agit de Fax’O, magazine musical éclectique qui durant deux ans accueille aussi bien Jean-Jacques Goldman que NTM, les Last Poets, Bashung, Stephan Eicher et James Brown.
En 1997, approché par MCM, il devient le présentateur journaliste du programme quotidien Le Mag, où il reçoit cinq fois par semaine, en direct, les artistes qui font l’actualité. Durant deux saisons (1997/1998), il interviewe des chanteurs, des groupes, des cinéastes et des acteurs (Stomy Bugsy, Doc Gynéco, Alliage, Helena Noguerra, Dupontel, Jan Kounen, Babyface, Marilyn Manson, etc).
De 2001 à 2003, Cachin est auteur avec Doc Gynéco des « Chroniques du Doc » et de ses « déclarations » hebdomadaires chez Marc-Olivier Fogiel (On ne peut pas plaire à tout le monde), sur France 3.
En 2002, il est nommé rédacteur en chef du mensuel Radikal (le magazine du mouvement hip-hop), qui cesse définitivement de paraître fin 2005.
En 2006, Olivier Cachin participe à la chanson La France (Itinéraire d'une polémique) de Sniper sur l'album Trait pour trait.
Il apparaît notamment dans les clips Je porte plainte de Tunisiano, Rap Game de Rohff et Mon Parcours d'Alibi Montana.
En 2009, il est jury de l’émission de télé-réalité musicale Pop Job sur Virgin 17 avec Jasmine Roy, Mathieu Gonnet et Redha.
En 2010, il présente Les Stars chantent Michael Jackson sur Virgin 17 aux côtés de Natasha St-Pier.
Il apparaît aussi en 2011 dans le clip 1990 d'Orelsan comme le présentateur de RapLine (le clip et la chanson sont censés se dérouler en 1990).
En tant que spécialiste, il est régulièrement invité à la télévision pour commenter l’actualité musicale sur de multiples chaînes. On l'a notamment vu au JT de Laurence Ferrari sur TF1, sur le Spécial Michael Jackson avec Jean-Claude Narcy, chez Michel Field sur LCI, Plus vite que la musique, 6 Minutes, Fan de, Culture Pub, Zone interdite, L'Édition spéciale sur Canal+, ONPP, le 19/20, Ce soir (ou jamais !) sur France 3, JT d’Élise Lucet, Un jour un destin de Laurent Delahousse, etc.
À la radio, il a participé à Là-bas si j'y suis avec Daniel Mermet sur France Inter, Europe 1, RTL, RFI, France Culture, France Musiques, Skyrock Planète Rap, Fun Radio, Ado FM, Générations 88.2.
Olivier Cachin est également réalisateur de documentaires musicaux (52 minutes sur le groupe Noyau dur inclus sur leur CD/DVD, portraits de Stomy Bugsy, IAM, etc) et conférencier sur la saga du hip-hop, Michael Jackson et l'histoire des musiques noires (Hôtel De Ville de Paris, Aéronef de Lille, Fondation Cartier, Hip Hop Session à Nantes).
Présent sur l'antenne de la radio Le Mouv’ depuis septembre 2009, il y a animé "Mouv Génération", "La Collection Privée" puis "La Collection Rap", en duo avec Sandrine Vendel. Depuis février 2015, il anime l'émission "La Sélection Rap" le jeudi de 23h à minuit.
Il tient de nombreuses conférences en France et à l'étranger (notamment en décembre 2015 à l'université de Genève devant 600 personnes) et donne des cours en faculté, à Sceaux et à Orsay.
En fin d'année 2015, la chaîne Trace TV a diffusé une série de 6 documentaires thématiques de 52 minutes sur l'histoire du hip-hop tournés en France et aux États-Unis, qu'il a conçu et écrit (Bling-Bling, Urban girls, Gangster Stories, Beatmakers/Hitmakers, Golden Age, Fight The Power). Une seconde saison est programmée pour l'année 2016.

## Publications
- Olivier Cachin, L'Offensive rap, Paris, Éditions Gallimard, coll. « Découvertes Gallimard / Arts » (no 274), 1996 (réimpr. 2001), 128 p. (ISBN 978-2-07-076274-3)
- Olivier Cachin, Eminem : Le prince blanc du hip-hop, Paris, J'ai lu, 2005, 90 p. (ISBN 978-2-290-34668-6)
- Fred Hanak et Thomas Blondeau (préf. Olivier Cachin), Combat Rap : 25 Ans de hip-hop, Bordeaux, Paris, Bruxelles, Éditions Le Castor Astral, 2007, 214 p. (ISBN 978-2-85920-713-7)
- Jerry Heller, Gil Reavill, Gabriel Gay (Illustrations) (trad. de l'anglais par Olivier Cachin), Gangsta rap attitude : les impitoyables mémoires d'un Juif blanc devenu le plus grand manager du rap noir de Californie, Paris, Éditions Scali, 2007, 380 p. (ISBN 978-2-35012-181-9)
- Olivier Cachin (préf. Joey Starr), 100 albums essentiels du rap, Paris, Éditions Scali, 2006, 215 p. (ISBN 978-2-35012-061-4)
- Olivier Cachin et Bertrand Lavaine, 100 albums essentiels du reggae, Paris, Éditions Scali, 2007, 210 p. (ISBN 978-2-35012-170-3)
- Olivier Cachin et Alberto Vejarano (Illustrations), Le dictionnaire du Rap, Paris, Éditions Scali, 2007, 323 p. (ISBN 978-2-35012-111-6)
- Olivier Cachin (préf. Joey Starr), Hip Hop : L'authentique histoire en 101 disques essentiels, Paris, Éditions Scali, 2007, 563 p. (ISBN 978-2-35012-189-5)
- Yasmina Benbekai et Olivier Cachin (préf. Bob Sinclar), Le dico du DJ, Paris, Éditions Scali, 2008, 357 p. (ISBN 978-2-35012-237-3)
- Nino Ferrer : C'était pourtant bien, Monaco, Alphée Éditions, 2008, 183 p. (ISBN 978-2-7538-0311-4)
- Sheyen Gamboa et Olivier Cachin (préf. Joey Starr), Hip-hop : L'histoire de la danse, Paris, Éditions Scali, 2008, 174 p. (ISBN 978-2-35012-189-5)
- Olivier Cachin (préf. Diam's), Rap Stories, Paris, Éditions Denoël, coll. « X-treme », 2008, 519 p. (ISBN 978-2-207-25992-4)
- Olivier Cachin, 100 Albums Indispensables Soul, Funk et R & B, Paris, Éditions Tournon, 2009, 200 p. (ISBN 978-2-35144-078-0)
- Olivier Cachin, Michael Jackson, pop life, Monaco, Alphée Éditions, 2009, 220 p. (ISBN 978-2-7538-0500-2)
- Olivier Cachin, 100 B.0 Cultes en collaboration avec Christophe Geudin, Tournon, 2008
- Olivier Cachin, Soul For One/L'Aventure De La Soul, La Martinière, 2011
- Olivier Cachin, Prince Purple Règne, Fetjaine, 2012
- Olivier Cachin, Les 100 Albums Légendaires Du Rap, Consart, 2013
- Collaboration à l'ouvrage de Florence Quentin, Le Livre Des Egyptes, Robert Laffont, 2013
- Olivier Cachin, Michael Jackson, métamorphoses musicales, GM Éditions, 2017
- Olivier Cachin, Naissance d'une nation Hip-Hop, GM Éditions, 2017
- Olivier Cachin, Alain Gardinier, Jacques Denis, Xavier Bonnet et Sylvain Fanet, L'Alphabet du Rock en 250 discographies clandestines, GM Éditions, 2019
- Kool Shen, Joeystarr et Olivier Cachin, Suprême NTM, Paris, Michel Lafon, 2019, 312 p. (ISBN 978-2749940847)
- Olivier Cachin, Rap in France : L'émergence du rap dans les années 90, Le Castor Astral, 2022